# 오르탈레사역
오르탈레사역(스페인어: Hortaleza)은 마드리드 지하철 4호선의 역이다. 마드리드 오르탈레사 구 피나르델레이 지역의 비르헨 델 카르멘 거리 지하에 위치해 있다. 요금구역상으로는 A구역에 속한다.

## 역사
2007년 4월 11일 4호선이 피나르 데 차마르틴 역까지 1호선과 동시에 연장되면서, 밤부 역, 마노테라스 역과 함께 문을 열었다.
출구 두 개와 엘레베이터로 접근이 가능하며 역내는 대합실과 승강장의 2층으로 나뉘어 있다. 또 에스컬레이터와 엘레베이터가 설치되어 있어 이동이 불편한 승객의 편의를 돕는다.

## 환승 정보
이 역에서는 시내버스 노선으로 갈아탈 수 없다.
지하철
| 마드리드 지하철                  | 마드리드 지하철       | 마드리드 지하철               |
| -------------------------------- | --------------------- | ----------------------------- |
| 파르케 데 산타 마리아 아르궤예스 | 마드리드 지하철 4호선 | 마노테라스 피나르 데 차마르틴 |